# 호레이스 웰스
호레이스 웰스(Horace Wells, 1815년 1월 21일~1848년 1월 24일)는 미국의 치과의사이다. 아산화질소(웃음 기체)를 사용한 마취의 선구자로 알려져 있다.
웰스는 1834년에 보스턴에서 2년간의 치의학 수습을 시작했고, 1836년 4월 4일에 자신의 진료실을 열었다.
웰스는 1844년 12월 10일, 아내와 함께 가드너 퀸시 콜튼의 '아산화질소 공연'을 관람하였다. 당시 사무엘 A. 쿨리는 아산화질소를 마시고 취한 뒤 나무 벤치에 부딪혔는데, 공연이 끝나고 나서야 자신이 다쳤다는 사실을 알았다고 한다. 이를 관찰한 웰스는 다음날 아산화질소의 영향 아래에 조수 리그즈에게 이를 뽑혔고, 이 과정에서 고통을 느끼지 않았다고 기록했다. 이후로 약 12명 이상의 환자에게 실험한 뒤 확신을 가지게 된 웰스는 발견을 널리 알리기 위해 1845년 1월 보스턴으로 향한다.
그는 1845년 1월 말 보스턴의 의과대학생들 앞에서 한 지원자에게 아산화질소를 공급한 뒤 이를 뽑는 시연을 보였다. 하지만 아산화질소가 충분히 공급되지 않았기 때문에 지원자는 고통을 호소했다. 웰스는 다음날 집으로 돌아왔고, 한동안 치과의 일을 중단하고 다른 일거리를 찾아다녔다. 같은 해 9월에 진료실 재개업을 했지만, 11월에 진료실을 닫았으며 이후 치과의 경력을 완전히 그만두었다.
1846년 10월 16일, 예전 조수이자 사업 동료였던 윌리엄 T. G. 모턴이 에테르로 환자를 마취하고 존 콜린스 워렌이 환자의 종양을 제거한, 에테르 마취의 첫 공개 시연을 보이는 데 성공하였다. 이후 웰스는 신문사에 편지를 쓰고, 파리 국립 의학 아카데미에 찾아가는 등 자신을 마취의 발견자 자리에 놓기 위해 노력했지만, 큰 성과를 내지는 못하였다. 클로로포름과 에테르를 남용하던 웰스는 1848년 1월 21일, 클로로포름의 영향 아래 길거리로 나가 산책을 하던 여성에게 황산을 던졌다. 웰스는 곧 경찰에게 체포되어 감옥에 갇히게 되었다. 그리고 1월 23일 밤 그곳에서 클로로포름을 사용하며 면도칼로 왼 다리 동맥을 절단해 스스로 목숨을 끊었다.
웰스는 현재 코네티컷주 하트퍼드 시더 힐 공동묘지에 매장되어 있다.

## 출판물
- Wells, Horace (1838). 《An essay on teeth : comprising a brief description of their formation, diseases, and proper treatment》. Cushing/Whitney Medical Library Yale University. Hartford : Printed for the author.
- Wells, Horace (1847). 《A History of the Discovery of the Application of Nitrous Oxide Gas, Ether, and Other Vapors to Surgical Operations》. Hartford: J. Gaylord Wells. Horace Wells.

## 같이 보기
- 험프리 데이비
- 크로퍼드 롱